# Terremoto di Osaka del 2018
Il terremoto di Osaka del 2018 (大阪府北部地震?, Ōsaka-fu hokubu jishin) si è verificato lunedì 18 giugno alle ore 7:58 del mattino nella parte nord della prefettura di Osaka. L'epicentro è stato 2 km a nord/nordovest del centro di Hirakata a una profondità di 13,2 km con una magnitudo di 5,5 Mw della scala MMS e intensità di 6,1 MJ della scala shindo dell'Agenzia Meteorologica Giapponese.

## Eventi sismici
La regione del Kansai, nella quale Osaka si trova al centro, è attraversata da diverse faglie attive, tra le quali la faglia Nojima, che possono provocare gravi sismi come il grande terremoto di Kobe del 1995 di magnitudo 7,3 Mw, durante il quale persero la vita 6 434 persone. Data la ridotta intensità del terremoto di Osaka rispetto a quello di Kobe, secondo alcuni esperti sismologi la sua causa sarebbe un'ulteriore faglia rimasta a lungo inattiva che potrebbe comunque influire sulle altre vicine faglie attive e causare nuovi terremoti.
Ulteriori analisi del sisma rivelarono l'ipotesi che fosse dovuto all'azione congiunta delle faglie di Arima-Takatsuki, che si estende per 55 km sull'asse est-ovest tra il nord di Kōbe e Takatsuki, di Ikoma, che si estende per 38 km sull'asse nord-sud tra Habikino e Hirakata, e di Uemachi, che si estende per 42 km sull'asse nord-sud tra Kishiwada e Toyonaka, attraversando il centro di Osaka. L'agenzia sismica governativa che diffuse tale ipotesi si riservò comunque di compiere studi più approfonditi per stabilire le cause precise.
Nei due giorni che precedettero il sisma ad Osaka, altri due eventi sismici di magnetudo 4,6 e 4,5 Mw furono registrati rispettivamente nelle lontane prefetture di Gunma e Chiba. Il terremoto di Osaka fu uno dei più potenti che colpì il Kansai negli ultimi decenni e attivò l'Agenzia nazionale per la prevenzione sismica, che diede l'allarme nella zona di Osaka e Kyoto circa 3 secondi dopo aver registrato le prime onde sismiche.

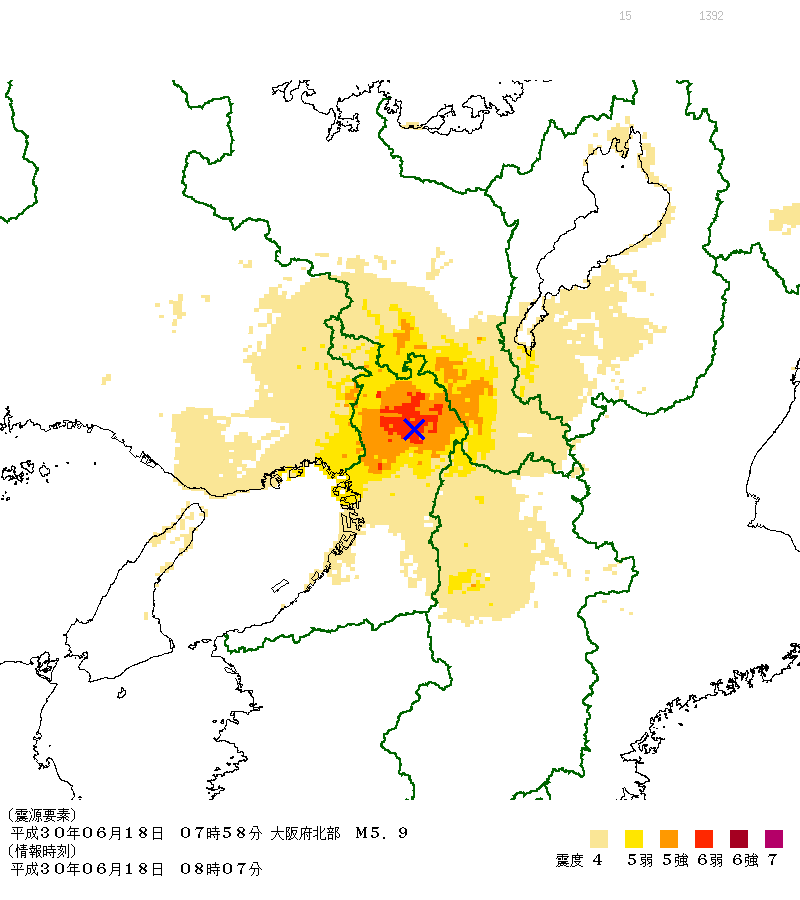
Mappa dell'Agenzia Meteorologica Giapponese che indica le zone colpite e le diverse intensità del sisma

L'agenzia statunitense United States Geological Survey rilevò una magnitudo di 5,5 Mw della scala MMS, mentre l'Agenzia Meteorologica Giapponese rilevò una magnitudo di 6,1 MJ con intensità di grado 6-inferiore della scala shindo. Fu la prima volta che un sisma di intensità di grado 6-inferiore colpì la prefettura di Osaka dal 1923, anno in cui si iniziò a registrare le intensità dei terremoti in Giappone.
La relativamente ridotta profondità dell'epicentro causò danni superiori a quelli che un terremoto di pari magnitudo e durata normalmente provoca in Giappone. Le case della zona colpita ebbero comunque danni limitati e pochissime collassarono in quanto la durata della scossa fu molto breve rispetto alle scosse di altri devastanti terremoti giapponesi. Nelle 24 ore successive alla prima scossa furono avvertite molte altre scosse comprese tra le magnitudo 1 e 4 Mw, in particolare una verificatasi durante la notte che destò preoccupazione. Solo nelle prime due ore dopo la scossa iniziale furono registrate 29 scosse di magnitudo superiore a 1 Mw.

## Vittime e danni
Secondo una stima del 20 giugno, il sisma aveva provocato cinque morti nella prefettura di Osaka e 408 feriti nelle prefetture di Osaka (344), Hyōgo (37), Kyoto (17), Nara (4), Shiga (3), Mie (2) e Tokushima (1). Fu inizialmente pubblicato che erano state interrotte le forniture di elettricità per 170 800 abitazioni e quelle di gas per 108 000 e che erano state gradualmente ripristinate nelle ore successive. Il giorno dopo fu pubblicata la notizia che 112 000 abitazioni di Takatsuki, Ibaraki, Settsu e Suita erano ancora senza gas; il ripristino del servizio fu completato il 24 giugno. Si ruppero tubature dell'acqua a Minō e Takatsuki, dove fu interrotto il servizio rispettivamente per 20 000 e 194 000 persone; una conduttura dell'acqua potabile rottasi a Takatsuki provocò l'allagamento di una strada cittadina.

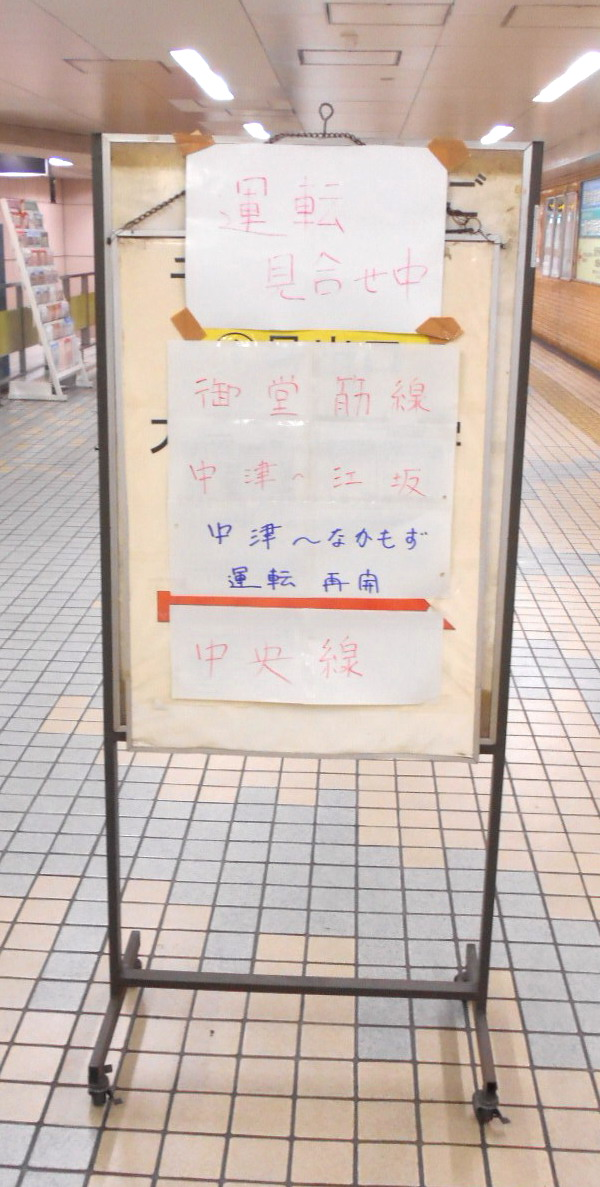
Cartello che annuncia l'interruzione del servizio esposto il 18 giugno in una stazione della metropolitana di Osaka

Le autorità esclusero il pericolo di uno tsunami, mentre l'azienda fornitrice dell'energia elettrica Kansai denryoku annunciò che non vi erano stati danneggiamenti ai suoi tre impianti nucleari nella vicina prefettura di Fukui. Il terremoto provocò la chiusura temporanea di alcune autostrade, degli aeroporti del Kansai e di Kobe e l'interruzione del servizio di treni ad alta velocità (anche nei segmenti sulla linea per Tokyo per permettere controlli sull'agibilità), treni normali, linee della metropolitana di Osaka e autobus. Il fatto che la scossa si fosse registrata alle 7:58 del mattino, ora di punta, paralizzò buona parte delle attività lavorative della zona e costrinse gran parte della popolazione a rimanere bloccata nelle stazioni; alcuni pendolari dovettero rimanere ad attendere molte ore la ripartenza dei treni. Molti centri commerciali di Osaka rimasero chiusi per tutto il 18 giugno come conseguenza del terremoto.
Il 25 giugno il governo diffuse la notizia che vi erano 8 089 case danneggiate, di cui 7 467 nella prefettura di Osaka, 617 in quella di Kyoto, 3 in quella di Nara e 2 in quella di Hyogo. La maggior parte delle scuole delle zone maggiormente colpite furono chiuse, in diverse di esse furono trovate crepe nei muri. In quei giorni fu alimentato l'incitamento all'odio razziale con la diffusione via internet della notizia che alcuni residenti di origine cinese e coreana stavano commettendo crimini approfittando della situazione. Analoghe notizie già erano state diffuse nel paese durante i terremoti di Kumamoto e di Tōhoku. Le autorità deprecarono la diffusione di tali notizie pretestuose ma non presero provvedimenti contro chi le aveva pubblicate.

## Fasi dell'emergenza
Subito dopo il sisma, il primo ministro Shinzō Abe annunciò l'impegno delle autorità per i soccorsi e la ricostruzione nonché la formazione di una task force di emergenza per raccogliere e diffondere informazioni sulla situazione. Inizialmente non furono predisposti piani immediati per la fornitura di cibo e acqua nelle zone colpite e per l'impiego delle unità di emergenza delle forze armate. Nella giornata del sisma arrivarono invece le prime autocisterne per il rifornimento dell'acqua agli abitanti di Minō e Takatsuki dove si erano rotte le tubature dell'acqua.
La popolazione fu invitata a mantenere la calma e a tenersi pronta per una possibile nuova forte scossa prevista entro i successivi sette giorni. Nel pomeriggio la prefettura di Osaka predispose 462 centri di accoglienza per oltre 1 100 sfollati. Le copiose piogge di quei giorni e il pericolo di smottamenti indusse centinaia di persone a rifugiarsi in questi centri di accoglienza. Nelle prime ore del giorno dopo la prefettura annunciò che i centri di accoglienza erano 346 e che il numero di sfollati era arrivato a 1 785. Il 25 giugno erano ancora 469 gli sfollati ospitati nei centri.

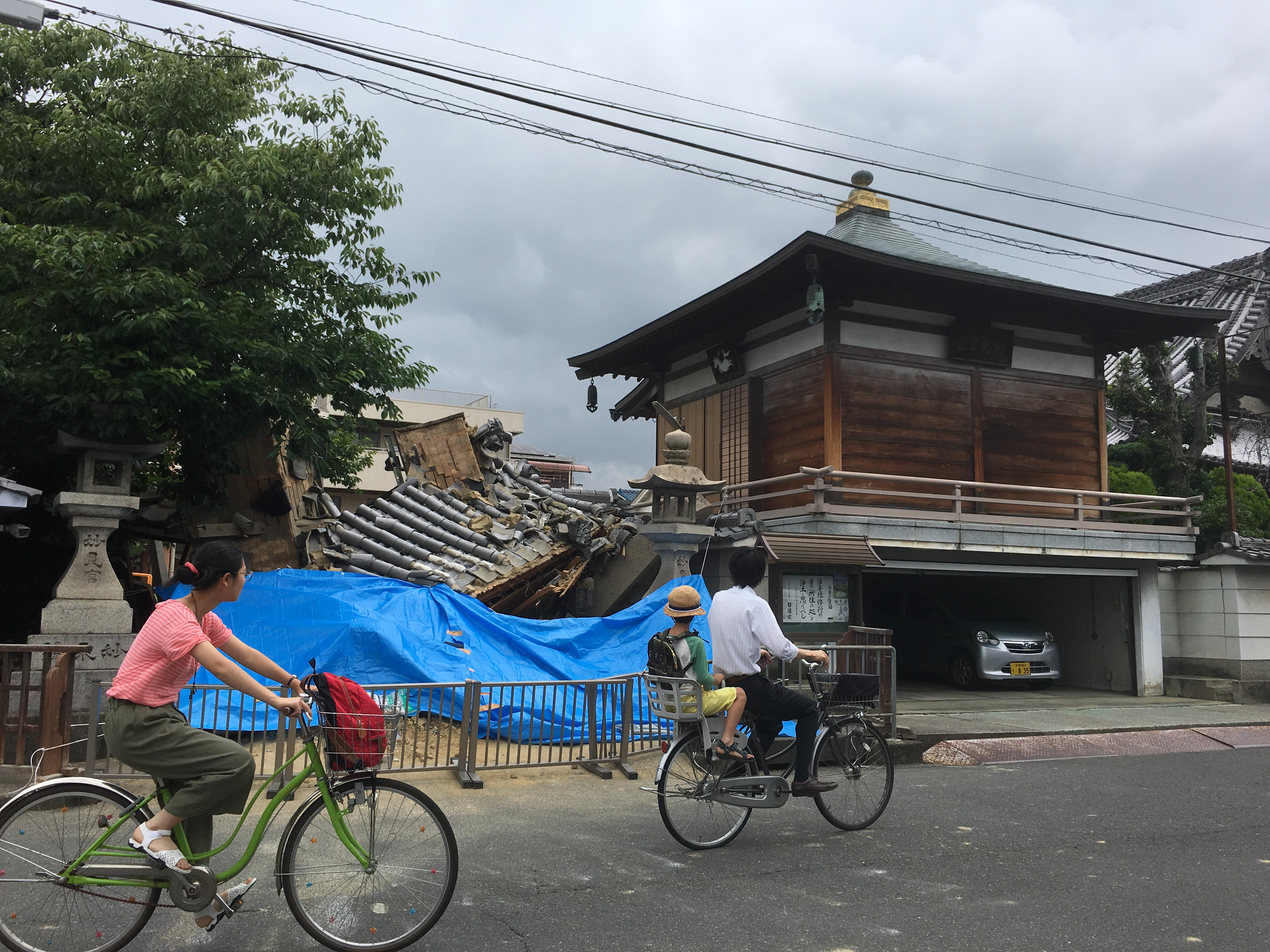
Ala di un tempio crollata a Ibaraki

Una delle persone che persero la vita fu una bambina di 9 anni di Takatsuki, schiacciata dalla sezione superiore di un muro di cinta in cemento armato della sua scuola caduta mentre stava per entrare. Fu scoperto che la sezione del muro non era stata costruita secondo le norme di sicurezza e il segretario generale del governo Yoshihide Suga annunciò che il Ministero dell'Istruzione era stato invitato a prendere i provvedimenti necessari. Il ministro dell'Istruzione predispose subito urgenti ispezioni per verificare la sicurezza dei muri di cinta delle scuole elementari e medie di tutto il paese. La scuola sinistrata di Takatsuki fu l'unica che rimase chiusa il 20 giugno, quando riaprirono tutte le altre che erano state chiuse.
Per dare un contributo alla ricostruzione e aiutare la popolazione, nei giorni successivi giunsero nelle zone colpite dal sisma gruppi di funzionari volontari provenienti dalle amministrazioni di aree che ebbero i maggiori danni durante i terremoti di Tōhoku del 2011, di Kobe del 1995 e di Kumamoto del 2016, dove avevano acquisito esperienza nella gestione delle emergenze. Una settimana dopo il sisma, il governatore della prefettura di Osaka annunciò che nel giro di 15 giorni sarebbero state consegnate le sovvenzioni alle famiglie maggiormente colpite.